# Huechulafquenia formosa
Huechulafquenia formosa är en fjärilsart som beskrevs av Orfila och Schajovski 1964. Huechulafquenia formosa ingår i släktet Huechulafquenia och familjen mätare. Inga underarter finns listade i Catalogue of Life.